# فان هوی کوات
فان هوی کوات (انگلیسی: Phan Huy Quát; ۱۲ ژوئن ۱۹۰۸ – ۲۷ آوریل ۱۹۷۹) سیاست‌مدار اهل ویتنام بود. وی از ۱۶ فوریه ۱۹۶۵ تا ۱۲ ژوئن ۱۹۶۵ نخست‌وزیر ویتنام جنوبی بود.
فان هوی کوات در ۲۷ آوریل ۱۹۷۹، در سن ۷۰ سالگی بر اثر سکته مغزی، حمله قلبی و نارسایی کبدی در زندان درگذشت.